# Physoplectus
Physoplectus is een geslacht van kevers uit de familie van de kortschildkevers (Staphylinidae).

## Soorten
- Physoplectus irritans Chandler, 2001
- Physoplectus miyakei Sawada, 1992
- Physoplectus reikoae Sawada, 1992
- Physoplectus vinsoni (Jeannel, 1954)